# Zé Vaqueiro
Zé Vaqueiro, de son vrai nom José Jacson de Siqueira dos Santos Junior (né le 20 janvier 1999 à Ouricuri, dans l'État du Pernambouc) est un chanteur et compositeur brésilien. Il est  comme l'un des principaux points forts de la nouvelle génération dans le style piseiro. Avec son premier album publié en 2017, le chanteur commence à connaître le succès en 2020, avec ses morceaux Tenho Medo et Letícia, qui comptent chacune plus de 100 millions de vues sur YouTube.

## Biographie
Né en 1999 dans la ville d'Ouricuri, dans l'État du Pernambouc, il a une enfance difficile et souffre même de la faim, selon ses dires. Depuis son enfance, il accompagne sa mère, qui est chanteuse, à ses répétitions et à ses concerts. Il travaille comme vendeur de glaces, puis dans une station de lavage de voitures, tout en chantant dans des petites fêtes et des bars.
Au début, il chante de tout, de la MPB à l'arrocha en passant par la brega. Son nom de scène n'apparait que lorsqu'il sort son premier album, avec des chansons plus régionales et vaquejada. Son premier album est un disque fait main, dont 50 exemplaires sont distribués gratuitement parmi les commerçants du marché, lors de fêtes et dans les villes voisines, afin de promouvoir le chanteur. Un morceau composé par le chanteur, intitulé Vem Me Amar, est considérée comme son premier succès et est devenue virale grâce à une simple vidéo postée sur Instagram, un fait qui donne de la visibilité à d'autres chansons du chanteur. Un autre morceau du chanteur, intitulée Se Você Se Entregar, est joué dans de nombreuses fêtes piseiro, avec sa propre voix, après quoi Zé Vaqueiro enregistre O Povo Gosta de Piseiro, en partenariat avec Eric Land.
Pendant la pandémie de Covid-19, au second semestre 2020, Zé Vaqueiro voit son succès augmenter considérablement, lorsqu'il sort les morceaux Tenho Medo et Letícia,, atteignant environ 400 millions de vues sur YouTube à la fin de 2020 et quatre mroceaux parmi les plus jouées au Brésil, à la même période, en plus de terminer l'année 2020 en tant que troisième chanteur le plus écouté sur la plateforme.

## Discographie

### Albums studio
- 2019 : Vem Me Amar
- 2020 : O Estouro das Vaquejadas
- 2021 : Vibe Original
- 2022 : Do Melhor Jeito (EP)

### Singles
- 2020 : Meia Noite
- 2021 : Volta Comigo BB
- 2022 : Erro do Ficante (avec Marcos e Belutti)
- 2022 : Paredão (avec Paula Fernandes)
- 2023 : Quando Eu Te Pegar (avec Dilsinho)
- 2024 : Meu Eu em Você